# Chirosia bisinuata
Chirosia bisinuata är en tvåvingeart som först beskrevs av Tiensuu 1939.  Chirosia bisinuata ingår i släktet Chirosia och familjen blomsterflugor. Arten är reproducerande i Sverige. Inga underarter finns listade i Catalogue of Life.